# Pardosa coloradensis
Pardosa coloradensis este o specie de păianjeni din genul Pardosa, familia Lycosidae, descrisă de Banks, 1894. Conform Catalogue of Life specia Pardosa coloradensis nu are subspecii cunoscute.